# Technomyrmex setosus
Technomyrmex setosus är en myrart som beskrevs av Cedric A. Collingwood 1985. Technomyrmex setosus ingår i släktet Technomyrmex och familjen myror. Inga underarter finns listade i Catalogue of Life.